# Плітка звичайна
Плітка звичайна, плотва́, розм. плоти́ця (Rutilus rutilus) — вид риб родини ялецевих (Leuciscidae), один із найпоширеніших видів риб роду плітка (Rutilus).

## Характеристика
Тіло вкрите досить великою лускою. Бічна лінія трохи вгнута в напрямі черева. Рот кінцевий. Спина сріблясто-сіра, боки та черево білуваті. Спинний і хвостовий плавці сірі, решта — помаранчеві, інколи червонуваті. Тараню відрізняють від плітки за наявністю темних смужок на кінцях плавців.
Плітка водиться у великих і малих річках, струмках, водосховищах та озерах. У річках вона не живе тільки у великих ямах і на мілині, а в озерах і водосховищах — у густих заростях і на ділянках із замуленим дном. Зграї цих риб тримаються переважно в придонних шарах води.
На противагу тарані плітку раніше вважали малоцінною рибою. А пояснювалось це тим, що тараня росте досить інтенсивно, досягаючи понад 40 см, частіше — трохи більш як 35 см. Плітка здебільшого трапляється завдовжки близько 15 см і рідше — понад 20 см. Із спорудженням водосховищ на рівнинних річках, зокрема на Дніпрі, плітка почала рости не гірше, а навіть краще, ніж тараня. Цьому сприяв значний розвиток молюсків, якими живиться плітка і які є основним кормом тарані.
Наприклад, у водосховищах Дніпра довжина пліток у трирічному віці коливалась у середньому від 15 до 16 см, шестирічному — від 21 до 30 см, тоді як у пониззі Дніпра довжина риб таких самих вікових груп становила відповідно 18 і 29 см. У зв'язку з цим плітку у водосховищах Дніпра тепер відносять до цінних промислових риб.

## Ареал

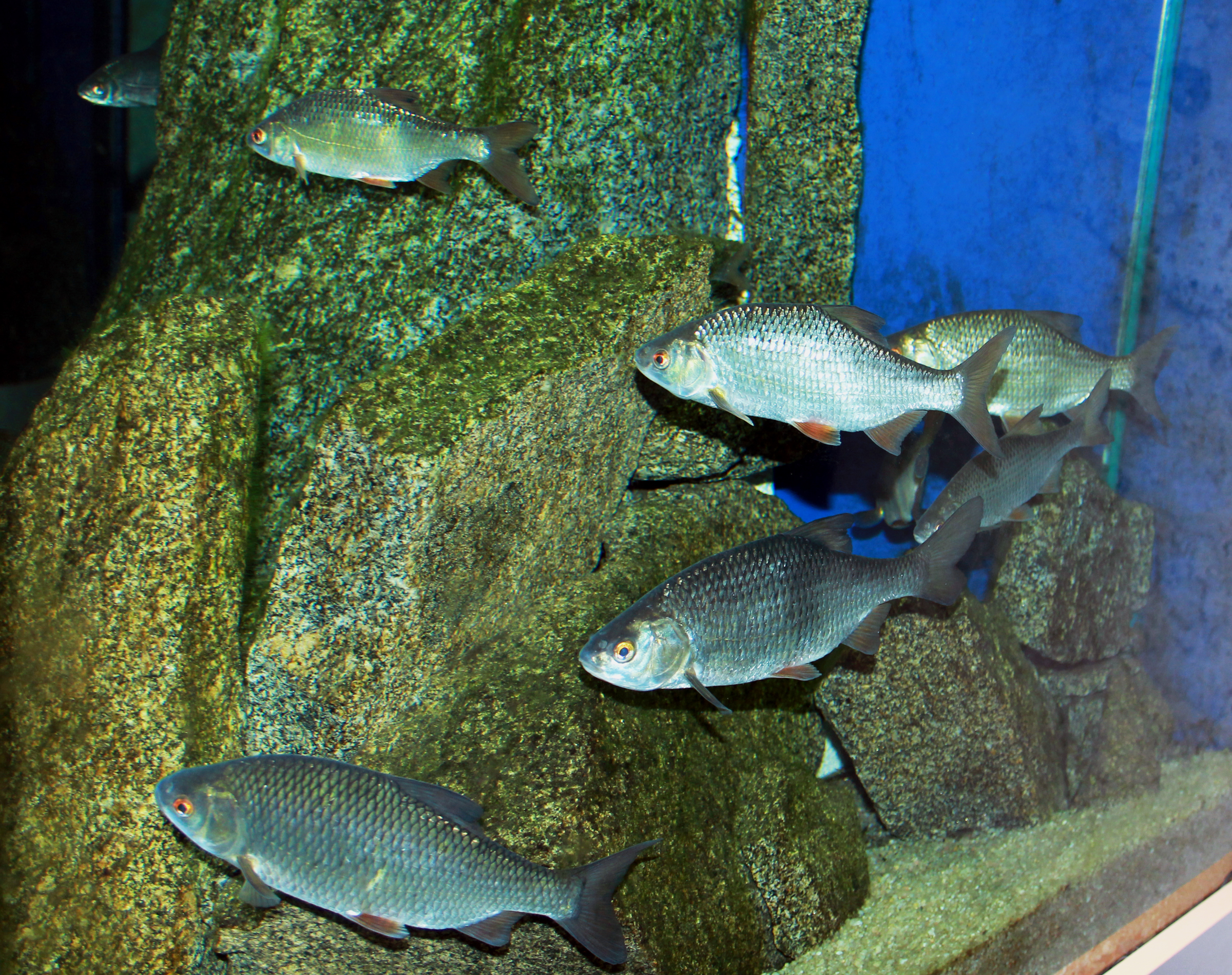
Плітки на виставці «Підводна Влтава» в Празі

Поширена у прісних водах майже по всій Європі, крім басейну Середземного моря, також у Західному Сибіру. У басейнах Чорного в Каспійського морів зустрічаються близькі види: тараня (Rutilus heckelii), вобла (Rutilus caspicus), вирозуб (Rutilus frisii) і кутум (Rutilus kutum). також кілька близьких видів (такі як Rutilus pigus, Rutilus rubilio, Rutilus ylikiensis тощо) зустрічаються в басейні Середземного моря.
Плітка звичайна була заселена у 1860-х і 1880-з роках до Австралії до річки Муррей та прибережних водойм півдня Нового Південного Уельсу і Вікторії.

## Розмноження
Для розмноження плітка піднімається з лиманів у річки. У водосховищах плітка з місць зимівлі також починає переміщуватися до нерестовищ ще в лютому — березні. Тут у неї дозрівають ікра і молочко. Під час нерестового ходу та в розпал нересту співвідношення статей неоднакове. Перед нерестом переважають самці, потім поступово збільшується кількість самиць, і до кінця нересту вони переважають. Самці досягають статевої зрілості, коли довжина їхнього тіла досягне близько 10 см, самиці — 12 см, тобто в дворічному-трирічному віці. Кількість ікринок, яку може відкласти самиця, залежить від її довжини, маси, віку, способу життя. Так, у Дніпрі до спорудження греблі Київської гідроелектростанції плітки у семирічному віці відкладали в середньому 30,2 тис. ікринок, а в Київському водосховищі — 79,3 тис. ікринок. Ікру самиці відкладають на залишки рослин, корені очерету, верби, а також на штучні гнізда, виготовлені з різних рослинних матеріалів. Нерест відбувається в ранкові та передвечірні години, а в тиху погоду — і вдень. Ікринки приклеюються до рослин. У такому стані вони перебувають півтора-два тижні, поки з них не виклюнуться личинки. Личинки прикріплюються до рослин та їхніх решток, що плавають на воді, роблячи періодично короткі плавальні рухи. Через три-чотири доби, наповнивши повітрям плавальні міхури і завдяки цьому полегшивши масу свого тіла, вони переходять до активного способу життя. Залишивши нерестовище, великі зграї личинок тримаються в затишних прибережних місцях. Підростаючи, молодь також тримається в цих місцях, аж поки не похолодає. Тоді вона збирається в глибоких ямах. Тут плітка перебуває до скресання криги, щоб розпочати активне життя з настанням весни.
Такий спосіб життя властивий і тарані, яка для розмноження заходить з осолонених морем ділянок у пониззя річок. Після нересту плідники повертаються для нагулу назад, а за ними скочується сюди й новонароджена молодь.